# 尹瑑
尹琭（1451年—？），字廷璽，陝西秦州衛籍盩厔縣人，明朝政治人物。

## 生平
陝西鄉試第十六名舉人。弘治三年（1490年）中式庚戌科會試第二百七十一名，三甲第十七名進士。

## 家族
曾祖尹成；祖父尹政；父尹文慶，母宋氏。永感下。兄尹玉（贡士）。